# I Only Have Eyes for You (single)
I Only Have Eyes for You is een lied van componist Harry Warren en tekstschrijver Al Dubin. Het lied werd geschreven voor de film Dames uit 1934, waarin het werd uitgevoerd door Dick Powell.  In 1934 werden er nog verschillende andere succesvolle opnames van het lied gemaakt, en het werd later een hit voor de Flamingos in 1959 en Art Garfunkel in 1975.